# Saint-Benoît-du-Sault
Saint-Benoît-du-Sault là một xã ở tỉnh Indre khu vực trung bộ Pháp. Xã này có diện tích 1,80 km², dân số thời điểm năm 2016 là 607 người. Khu vực này có độ cao trung bình 223 mét trên mực nước biển.